# Le Prochain Rembrandt
Pour les articles homonymes, voir Rembrandt (homonymie).
Le Prochain Rembrandt (en anglais : The Next Rembrandt ; ou encore Le Nouveau Rembrandt) est un tableau composé par une intelligence artificielle et créé à partir de données sur les techniques et méthodes de travail du peintre baroque néerlandais Rembrandt Harmenszoon van Rijn. Le projet a été développé par l'agence néerlandaise J. Walter Thompson Amsterdam, qui a atteint son objectif au moyen d'algorithmes d'apprentissage profond et de techniques de reconnaissance faciale,.

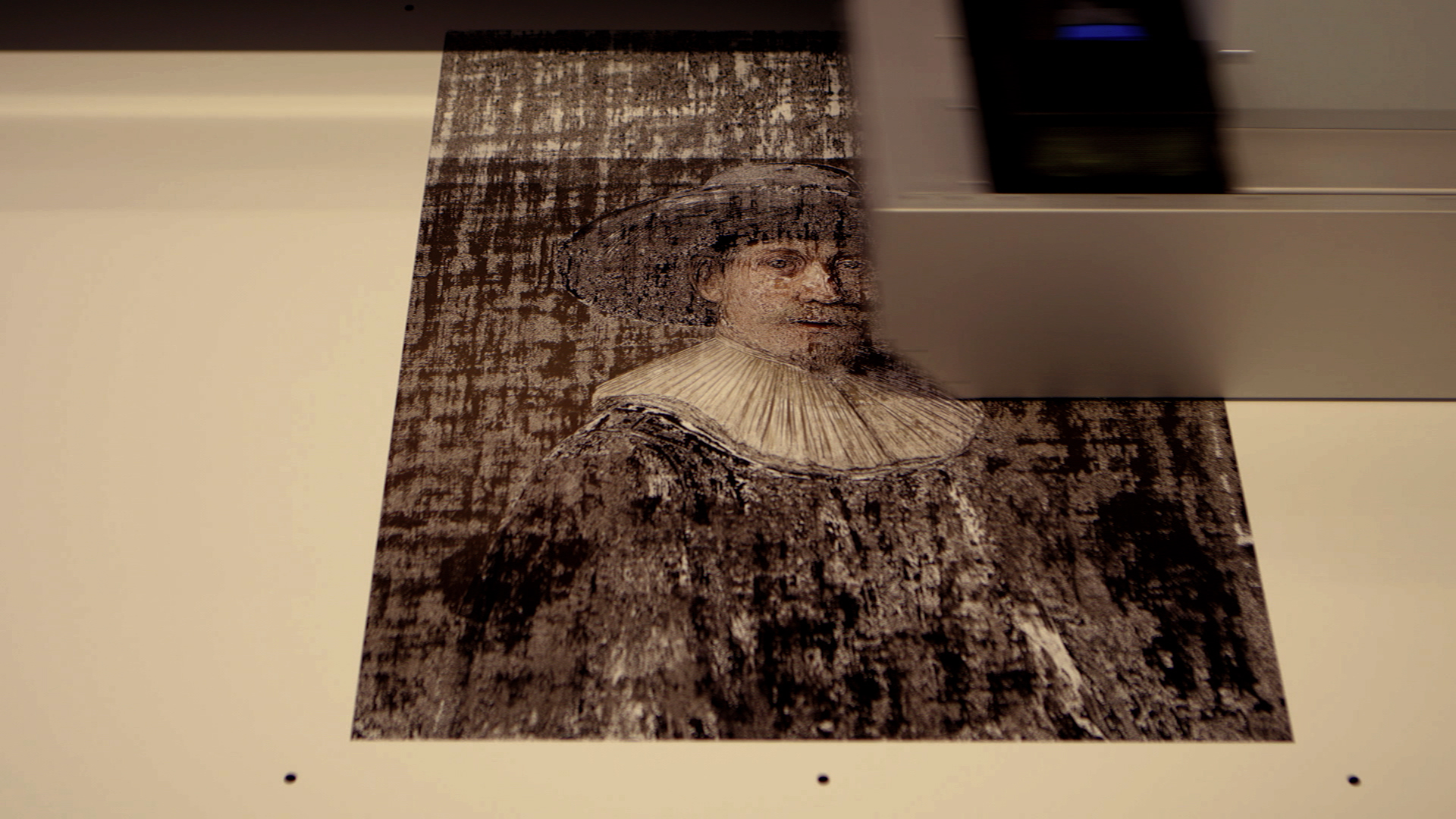
Développement du projet

## Élaboration
Afin de rendre le projet possible, une équipe composée de professionnels de formation différente (historiens de l’art, développeur et data-analystes) ont d'abord mené une analyse de 168 263 fragments issus des 346 tableaux de Rembrandt encore existants. En plus de l’étude classique par les historiens de l’art, une analyse approfondie des peintures de l'auteur par scanner haute définition allié à un algorithme d'apprentissage profond ont permis de déterminer avec une haute précision le style et les évolutions de la technique de Rembrandt.
Grâce à l’utilisation d'algorithmes de reconnaissance faciale,  les développeurs ont pu identifier les motifs géométriques les plus courants du peintre pour peindre les éléments du visage. Une fois ces traits caractéristiques de l'artiste identifiés, l'agence a déterminé le profil d’une peinture type de Rembrandt, d'un portrait d'homme (51 % des portraits de Rembrandt sont ceux d'hommes) de type caucasien et âgé de 30 à 40 ans. Il a également été déterminé que l'homme aurait une moustache et une barbe, qu'il porterait des vêtements sombres avec un col et un chapeau blanc, et que sa tête serait inclinée vers la droite.
Des logiciels ont ensuite procédé au traitement des techniques de l'artiste tels que le clair-obscur, l'effet de relief et le sfumato ainsi qu’à l’analyse des mesures, proportions et disposition des yeux, du nez et de la bouche de chacun des tableaux du peintre. Cela a permis de faire ressortir 60 points sur chaque portrait de Rembrandt qui leur ont permis de mesurer la distance entre les différents points du visage,,.
Une fois l'œuvre définie, l’étude des numérisations 3D des œuvres de l'artiste a permis de reproduire certains détails caractéristiques des peintures de l’auteur tels que le coup de pinceau, le relief, la texture ou les pigments habituels. Avec une définition de plus de 149 millions de pixels, l'agence a eu recours à une imprimante 3D utilisant de l'encre ultraviolet  dans sa base. En imprimant plusieurs couches, l’équipe de recherche a obtenu la hauteur et la texture finale de la peinture reproduisant l'aspect d'une peinture à l'huile,,.

## Présentation
Depuis le 5 avril 2016, date à laquelle The Next Rembrandt a été présenté à Amsterdam où a vécu et travaillé le peintre, le projet a remporté plus de 60 prix, dont 16 lors du festival international de la créativité Cannes Lions,.

## Prix
Liste complète des prix :
- 2016 : 5 prix D&AD
- 2016 : 10 prix One Show
- 2016 : 8 Eurobest
- 2016 : 8 prix LIA
- 2016 : 6 prix Epica
- 2016 : 3 prix Clio